# 조블론 이브로키모프
조블론 이브로키모프(러시아어: Жавлон Ибрагимов, 1990년 12월 10일 ~ )은 우즈베키스탄의 국가대표 축구 선수이다. 포지션은 미드필더로 현재 우즈베키스탄 슈퍼리그의 나브바호르 나망간소속이다. K리그에서의 등록명은 조블론이다.